# Втеча (фільм)
«Втеча» (англ. Getaway) — американський бойовик з Ітаном Хоуком і Селеною Гомес у головних ролях виробництва After Dark Films, Dark Castle Entertainment і Silver Reel Productions. Режисер — Кортні Соломон, сценаристи — Грегг Максвелл Паркер і Шон Фінеган, фільм буде поширюватися Warner Bros.. Хоча спочатку повідомлялося, що екранізація 2013 р. буде римейком фільму 1972 р., пізніше оголошено, що це буде насправді оригінальна історія.
Фільм вийшов у США 26 серпня 2013.

## Сюжет
Брент Магна (Ітан Хоук) повинен сісти за кермо і слідувати вказівкам таємничої людини (Джон Войт), щоб врятувати свою викрадену дружину. Йому допомагає під час перегонів анонім, комп'ютерно підкована дівчина, знана як Кід (Селена Гомес).

## Ролі
- Ітан Хоук — Брент Магна
- Селена Гомес — Кід
- Джон Войт
- Брюс Пейн — видатна людина
- Пол Фрімен — людина (голос)
- Ребекка Будіг — Лінн

## Виробництво
Знімання почали у травні 2012 р. у Софії, Болгарія. Знімання поновили в Атланті, штат Джорджія, у вересні 2012-го.